# Shilabo
Cet article concerne le district. Pour la ville éponyme, voir Shilabo (Éthiopie).
Shilabo est un woreda de l’est de l’Éthiopie situé dans la zone Korahe de la région Somali. Ce district a 57 590 habitants en 2007 et porte le nom de son centre administratif Shilabo.
Le centre administratif se trouve une centaine de kilomètres au sud-est de Kebri Dahar.
Le district est frontalier de la  Somalie et limitrophe des zones Dollo et Shabelle de la région Somali.
| El-Ogaden          | Goglo   | Lehel-Yucub Warder |
| Debeweyin Higloley | Shilabo | (Somalie)          |
| Mustahil           | Ferfer  |                    |

Le recensement national de 2007 fait état de 57 590 habitants dans le district dont 9 % de citadins  qui sont les 4 924 habitants du centre administratif.
Presque tous les habitants sont musulmans.
En 2022, la population est estimée sur le même périmètre à 83 701 personnes avec une densité de population inférieure à 7 personnes par km2 et 12 760 km2 de superficie.
Sa superficie se réduit cependant à 11 669 km2 en 2021.